# 나타폰 떼미락
나타폰 떼미락(태국어: ณฐพร เตมีรักษ์, 영어: Natapohn Tameeruks, 1989년 2월 6일 ~ )은 태국의 배우이다.